# 山川二葉
山川 二葉（やまかわ ふたば、弘化元年8月19日〈1844年9月30日〉 - 明治42年〈1909年〉11月14日）は、日本の教育者 。

## 略歴
陸奥国会津藩若松城下（現在の福島県会津若松市）にて、国家老山川重固とえん（艶；会津藩士西郷近登之の娘）の長女として生まれる。弟妹は浩、三輪、操、健次郎、常磐、さき（捨松）。万延元年（1860年）に父が死去した当時、二葉は数え17歳で、16歳の浩が家督を継いだ。
明治維新以前、後に家老職に就く梶原平馬と婚姻したものの、短期間で離縁して復籍（離縁日時は不詳）、一子景清（慶応2年11月16日生）は二葉が養育した。
旧暦明治元年8月-9月（1868年10月-11月）の会津城籠城戦において、その家柄故に山川家の人々は相応の役割を果たし、婦女子は調理と配布、負傷者の看護、旧式銃弾の製造と補充などの業務に当たった。また、いざという時は、自刃できぬ幼い妹ら（常盤とさき）を一緒に危めることを母より申し付けられたという。降伏後、婦女子は塩川村での謹慎を命じられ、会津松平家の斗南藩（旧盛岡藩領北部）への移封決定とともに、明治3年（1870年）には山川家も他の藩士家族と共に移住、明治4年（1871年）には藩庁が設置された田名部に居を構えた。しかし、同年の廃藩置県で斗南藩も廃止となり、山川家は新暦1873年（明治6年）に上京した。
二葉は1877年（明治10年）12月より東京女子師範学校（お茶の水女子大学の淵源）に寄宿舎長として雇われ、1881年（明治14年）7月以降は安達安とともに舎中取締を務めた。
1884年（明治17年）2月には文部省より東京女子師範学校御用掛（准判任）として正式に任用され、1885年（明治18年）8月の東京師範学校との合併により東京師範学校御用掛（准判任）として生徒取締を務め、高等師範学校への改編に伴い1886年（明治19年）6月より同校舎監（判任官八等）に任じられた（1885年8月当時の東京師範学校校長は同郷で籠城戦を共にした高嶺秀夫で、翌1886年3月からは実弟山川浩が現役陸軍軍人として校長職を兼務、高嶺は教頭となり、当該人事は高等師範学校への改編後も1891年まで継続された）。
1890年（明治23年）3月の女子高等師範学校の分離独立後も、引き続き同校舎監（判任官五等）に任用され、1891年（明治24年）8月には助教諭兼舎監心得、1892年（明治25年）2月以降は教諭兼舎監に任じられた。1903年（明治36年）の官制改正により生徒監に就任後、翌1904年（明治37年）に依願退官した（勤続28年）。この間、官等においては、1895年（明治28年）の高等官八等（奏任）を皮切りに、退官前年には高等官五等まで陞叙された。
1909年（明治42年）11月14日、喘息に気管支カタルを併発し、東京市赤坂区檜町の自宅で死去。享年66。
一人息子の景清は梶原姓を継ぎ、海軍軍医として呉海軍工廠軍医長などを務め軍医大佐に昇進、創設以来の稚松会会員。一男一女を儲け、長女清子は石川栄耀の妻となった。

## 栄典
還暦を迎え健康が思わしくないことから退官を願い出たところ、1904年に特旨をもって従六位より二級昇級、従五位に叙せられた。
- 1892年（明治25年）4月8日 - 従八位
- 1895年（明治28年）6月21日 - 正八位
- 1897年（明治30年）7月10日 - 従七位
- 1900年（明治33年）11月10日 - 正七位
- 1904年（明治37年）3月30日 - 従六位
- 1904年（明治37年）10月24日 - 従五位